# Plectasin
Plectasin ist ein zur Gruppe der Defensine gehörendes Peptid, das bei Pilzen und Wirbellosen nachgewiesen wurde und eine antibiotische Wirkung besitzt. 

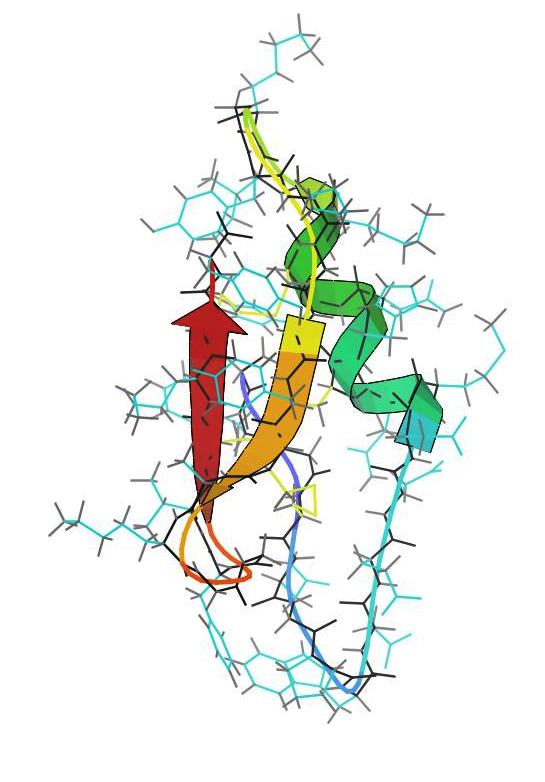
Struktur von Plectasin

## Entdeckung und Wirkungsweise
Im Rahmen einer Studie der dänischen Firma Novozymes wurde 2001 bei dem zur Ordnung der Becherlingsartigen gehörenden Pilzart Pseudoplectania nigrella das Peptid Plectasin entdeckt und 2005 in einer Publikation beschrieben.
Als Molekül mit Krankheitserreger abwehrender Wirkung wird es zu den Defensinen gezählt und seine chemische Struktur ähnelt solchen, die auch in Spinnen, Skorpione, Libellen und Muscheln gefunden wurden. Bei der nunmehr erfolgten Aufklärung seiner Wirkungsweise wurde nachgewiesen, dass es mit zwei Effekten eine Abwehr von Bakterien bewirkt. Es tötet einerseits die Krankheitserreger, indem es sich an den Zellwand-Bestandteil Lipid II anheftet und damit verhindert, dass dieser in neue Bakterienwände eingebaut wird. Lipid II wird hier, unter zu Zuhilfename von Kalzium-ionen, in einer Art supramolekularem Teppich von Plectasin Peptiden fixiert. Damit wird nach erfolgter Infektion bei der Bakterienvermehrung der Aufbau neuer Bakterienzellwände erheblich gestört. Andererseits alarmiert und aktiviert es auch zugleich das Immunsystem. Plectasin zeigte sowohl in vitro wie auch in einem In-vivo-Maus-Infektionsmodell eine besonders hohe Wirksamkeit gegenüber Pneumokokken. Vorklinische Studien haben ebenfalls ergeben, dass multiresistente Bakterien wie beispielsweise Staphylococcus aureus deutliche Schwierigkeiten hatten, gegen Plectasin NZ2114 (Plectasinvariante der Firma Novozymes) eine Resistenz zu entwickeln. Die Forscher sehen daher in diesem Wirkstoff eine vielversprechende Leitsubstanz für neue Antibiotika.